# Darja Sjarhorodska
Darja Vjatjeslavivna Sjarhorodska (ukrainska: Дар'я В'ячеславівна Шаргородська),  född Velykokon (Великоконь) 11 april 2002, är en volleybollspelare (libero).
Hon har på klubbnivå spelat för AF Bila Tserkva (2017-2018), VK Chimik (2018-2021), Alanta-DNU (2021-2022), SK Prometej (2022-). Hon spelade 2017-2018 för Ukrainas juniorlandslag och deltog i U17-EM 2018 i Bulgarien. Hon deltog med seniorlandslaget vid EM 2019 (där hon spelade en match), 2021 (där hon spelade i alla lagets matcher) och 2023. 